# Ernst Heinrich Bokelmann
Ernst Heinrich Bokelmann (* 31. Juli 1858 in Rethwischhöhe; † 26. Mai 1928 in Kiel) war Rechtsanwalt und Notar sowie Mitglied des Reichstags des Deutschen Kaiserreichs.

## Leben
Ernst Heinrich Bokelmann studierte Rechtswissenschaft in Tübingen und Berlin. Anschließend war er als Rechtsanwalt und Notar in Kiel tätig.
Im Dezember 1905 gewann er als Kandidat der Deutschen Reichpartei eine Ersatzwahl im Reichstagswahlkreis Schleswig-Holstein 9 (Oldenburg in Holstein, Plön) und gehörte dem Reichstag bis zum Ende der Legislaturperiode im Jahre 1907 an.